# Ballabio
Ballabio (Balàbi in dialetto valsassinese) è un comune italiano di 4 177 abitanti della provincia di Lecco in Lombardia.

## Geografia fisica
Il paese è posto all'inizio della Valsassina, tra la Grignetta e il monte Due Mani, al di sotto della Sella di Balisio. Ballabio inferiore sorge lungo la SP 62 "della Valsassina" ed è raggiunta dalla SS 36 racc, Ballabio superiore all'imbocco della val Grande, dove scorre il torrente Grigna e da dove parte la strada per i Piani Resinelli.

## Origini del nome
Sulle origini del nome sono state formulate due teorie. Secondo alcuni, il toponimo deriverebbe da Vallabi, che significherebbe "luogo degli Orobi". Altri ipotizzano invece che il nome derivi dalla composizione di due parole celtiche: Bala, ossia "villaggio", e Bi, cioè "baita".

## Storia
La zona di Ballabio fu dapprima abitata dagli Orobi, poi dagli Etruschi, dai Galli e infine dai Romani. Da Ballabio, in epoca romana, passava la via Spluga, strada romana che metteva in comunicazione Milano con Lindau passando dal passo dello Spluga. Al periodo romano risalgono alcuni attrezzi da lavoro ritrovati nella zona.
Prima di diventare dominio milanese, Balisio era un feudo dei conti di Lecco.
Nel 1647 Ballabio e tutta la Valsassina furono venduti dagli spagnoli a Giulio Monti. Successivamente, Ballabio andò a Marcellino Airoldi, proprietario di Lecco.
Sotto Maria Teresa d'Austria, nel 1765 la competenza sulla valle, e con essa la giurisdizione di Ballabio, venne assegnata al Ducato di Milano.

### Simboli
Lo stemma del Comune, in uso già a metà degli anni '40 del XX secolo, è stato ufficialmente concesso, assieme al gonfalone, con decreto del presidente della Repubblica del 29 gennaio 1982.
(D.P.R. del 29.01.1982)
Nello stemma sono presenti elementi storici e geografici rappresentativi del territorio comunale: l'aquila e la roccia raffigurano l'ambiente montano nel quale si trova il paese; la torre rossa posta su di un monte, con le due alabarde dorate, sottolinea l'importanza strategica del luogo sulla strada che da Lecco sale in Valsassina; il leone d'azzurro è l'emblema della Valsassina.
Il gonfalone è un drappo partito di giallo e di rosso.

## Monumenti e luoghi d'interesse
- Chiesa di Santa Maria Assunta a Ballabio Superiore, costruita su una precedente chiesa già attestata nel XIII secolo[10]
- Chiesa di San Lorenzo a Ballabio Inferiore[6][11]

## Società

### Evoluzione demografica
Comune di Ballabio Superiore
- 280 ab. nel 1751
- 436 ab. nel 1803
- annessione a Laorca nel 1809
- 486 ab. nel 1853
- 479 ab. nel 1861
- 538 ab. nel 1881
- 530 ab. nel 1901
- 574 ab. nel 1921

Abitanti censiti

## Economia

### Aziende
Nella seconda metà del XIX secolo Ballabio è stata sede di due importanti aziende casearie italiane, Locatelli (fondata nel 1860) e Galbani (1880), successivamente assorbite dalla multinazionale francese Lactalis.

## Geografia antropica
Il comune si divide in due quartieri (fino al 1927 comuni autonomi): Ballabio Superiore e Ballabio Inferiore. 

### Frazioni
- Colle Balisio: ospita 15 abitanti e sorge a 725 metri sul livello del mare.

### Località
- Piani Resinelli: località condivisa coi comuni di Abbadia Lariana, Mandello del Lario e Lecco.
- Pian Fontana: vi risiedono soltanto 3 abitanti; è una località piccola. Sorge a 1350 metri sul livello del mare.
- Nibbio: a 1230 metri sul livello del mare; ospita 25 abitanti.
- Asinara Costadorna: posta anche nel comune di Lecco, sorge a 1220 metri sul livello del mare; ospita solamente 5 abitanti.

## Amministrazione
Il sindaco Bussola si è dimesso e il comune è stato commissariato.
Le origini delle dimissioni sono da ricercare nello scontro avvenuto tra il Sindaco e la stessa maggioranza, in quanto quest'ultimo ha promosso la costruzione della azienda Combi in uno degli ultimi spazi verdi rimasti a Ballabio denominato "Barech".
| Periodo           | Periodo           | Primo cittadino        | Partito                    | Carica                  | Note |
| ----------------- | ----------------- | ---------------------- | -------------------------- | ----------------------- | ---- |
| 31 maggio 1985    | 5 giugno 1990     | Bruno Colombo          | Partito Comunista Italiano | Sindaco                 |      |
| 5 giugno 1990     | 24 aprile 1995    | Michele Combi          | Democrazia Cristiana       | Sindaco                 |      |
| 23 aprile 1995    | 26 maggio 1995    | Bruno Colombo          | CEN-SIN Ls Civiche         | Sindaco                 |      |
| 19 novembre 1995  | 16 aprile 2000    | Luigi Pontiggia        | Lista civica               | Sindaco                 |      |
| 16 aprile 2000    | 5 aprile 2005     | Luigi Pontiggia        | Lista civica               | Sindaco                 |      |
| 5 aprile 2005     | 29 marzo 2010     | Luca Giuseppe Goretti  | Lista civica               | Sindaco                 |      |
| 30 marzo 2010     | 31 maggio 2015    | Luigi Pontiggia        | Lista civica               | Sindaco                 |      |
| 31 maggio 2015    | 22 settembre 2020 | Alessandra Consonni    | Lista civica               | Sindaco                 |      |
| 22 settembre 2020 | 3 dicembre 2022   | Giovanni Bruno Bussola | Lista civica               | Sindaco                 |      |
| 3 dicembre 2022   | 15 maggio 2023    | Andrea Iannotta        |                            | Commissario Prefettizio |      |
| 15 maggio 2023    | in carica         | Giovanni Bruno Bussola | Lista civica               | Sindaco                 |      |

### Gemellaggi
- Metsovo[senza fonte]
- Hillion[senza fonte]